# Baños del Tupungato
Los baños del Tupungato son unos manantiales termales de aguas minero-medicinales situados en la Región Metropolitana de Santiago, en Chile.

## Ubicación
Se encuentran cerca de la frontera internacional con Argentina, en la cuenca del río Maipo, en las estribaciones del cerro de Tupungato de la cordillera andina, a una altitud de 1 815 m.

## Topónimo
Según Francisco Astaburuaga, la denominación de Tupungato, sugerida por el color ceniciento del entorno, podría deberse a las voces del guaraní «tu» (ceniza) y «apungá» (redondo, rollizo), originando montón ó cerro de cenizas; o también, al resultado de la corrupción del araucano «tucquén», (también ceniza), con las partículas expletivas de esta lengua «ga» o «gatu», sin significado, pero con valor expresivo.
Otras teorías, como la de Vicente Fidel López, apuntan a que se trata de la transposición de «Tupungato» a partir de «Putún-catú» (la punta del techo). Para otros, por las características del cercano volcán Tupungato, el nombre provendría de los términos en la lengua local «tupun» (azotar) y «uta» (malo).

## Características
En el Diccionario Jeográfico de Chile de 1924, Luis Risopatrón, describió el manantial del Tupungato, como un manadero de aguas límpidas y salobres, con un color verdoso al estancarse, con depósitos de sesquióxido de hierro y unas temperaturas que oscilaban entre los 38° y los 44° centígrados.